# Liberty Park (Manhattan)
Pour les articles homonymes, voir Liberty Park.
Liberty Park est un parc public situé à New York sur le site du Mémorial du 11 Septembre.

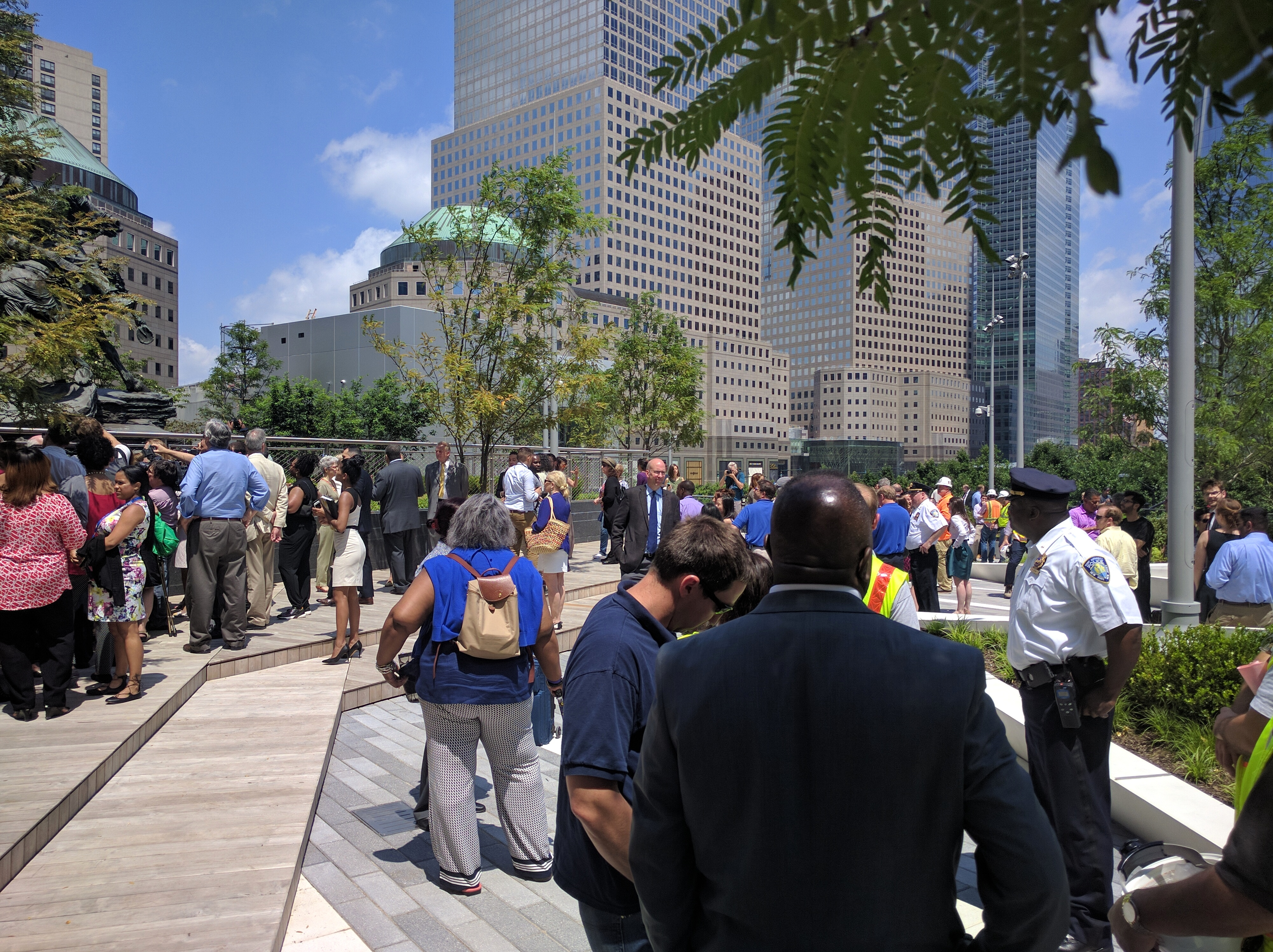
Liberty Park le jour de son ouverture au public.

Le budget pour sa construction a été approuvé en 2013.
Sa superficie est de 4 000 m2. Il a été ouvert le 29 juin 2016, et peut accueillir simultanément jusqu'à 750 personnes.
On y trouve en particulier depuis 2018 la sculpture métallique monumentale The Sphere qui était initialement au pied du World Trade Center, et l'église St. Nicholas Greek Orthodox Church.

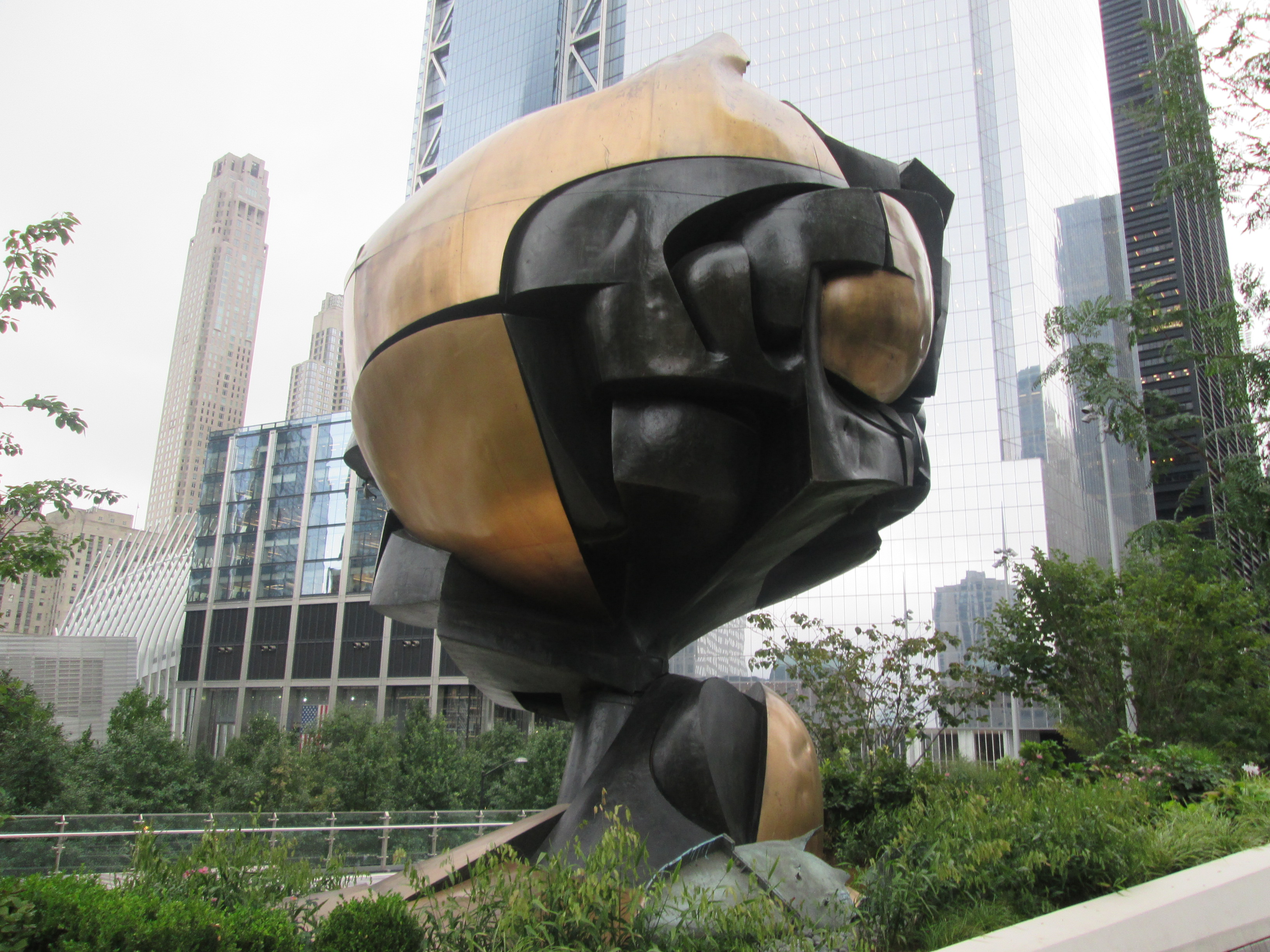
The Sphere
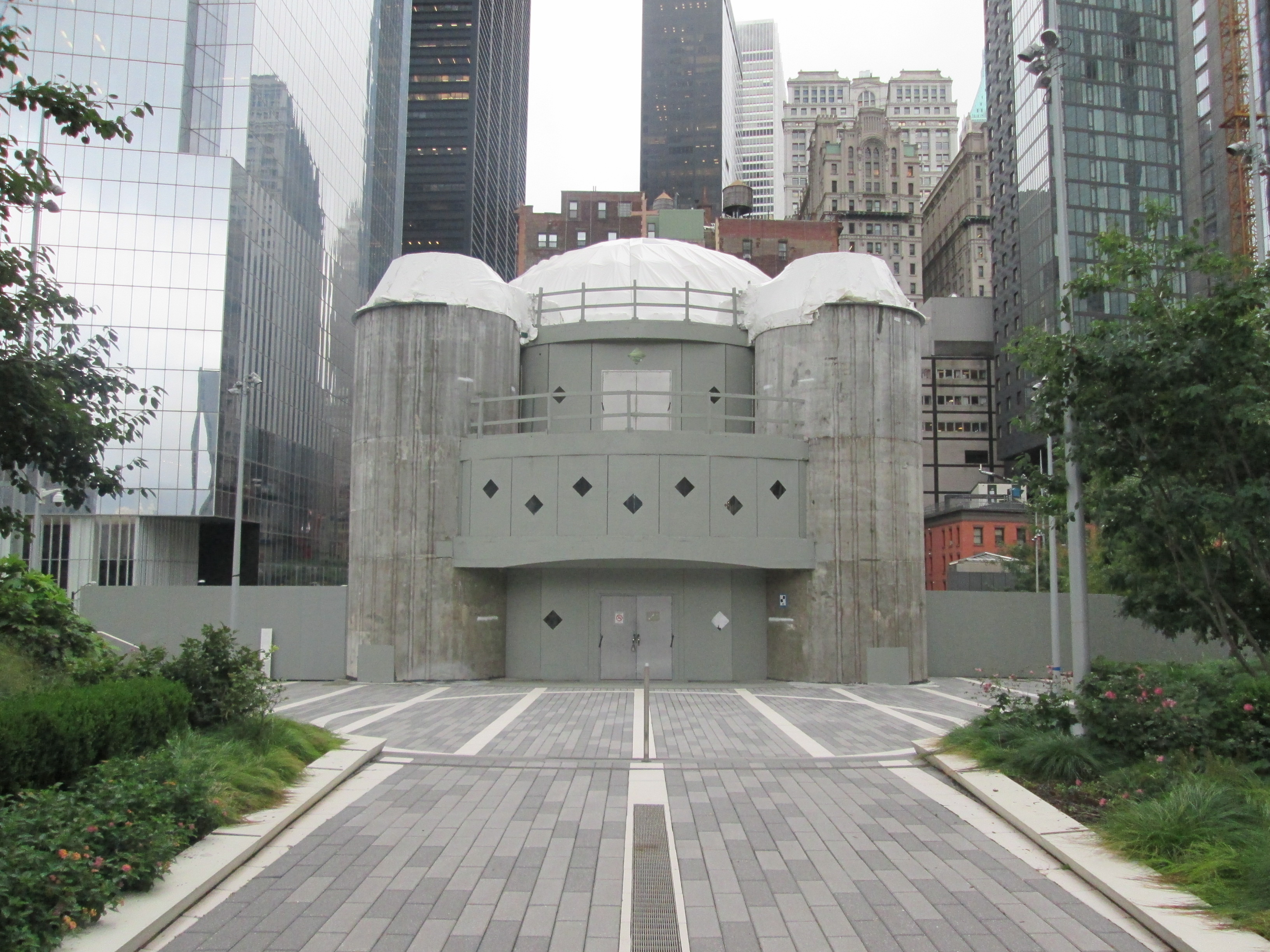
St. Nicholas Greek Orthodox Church
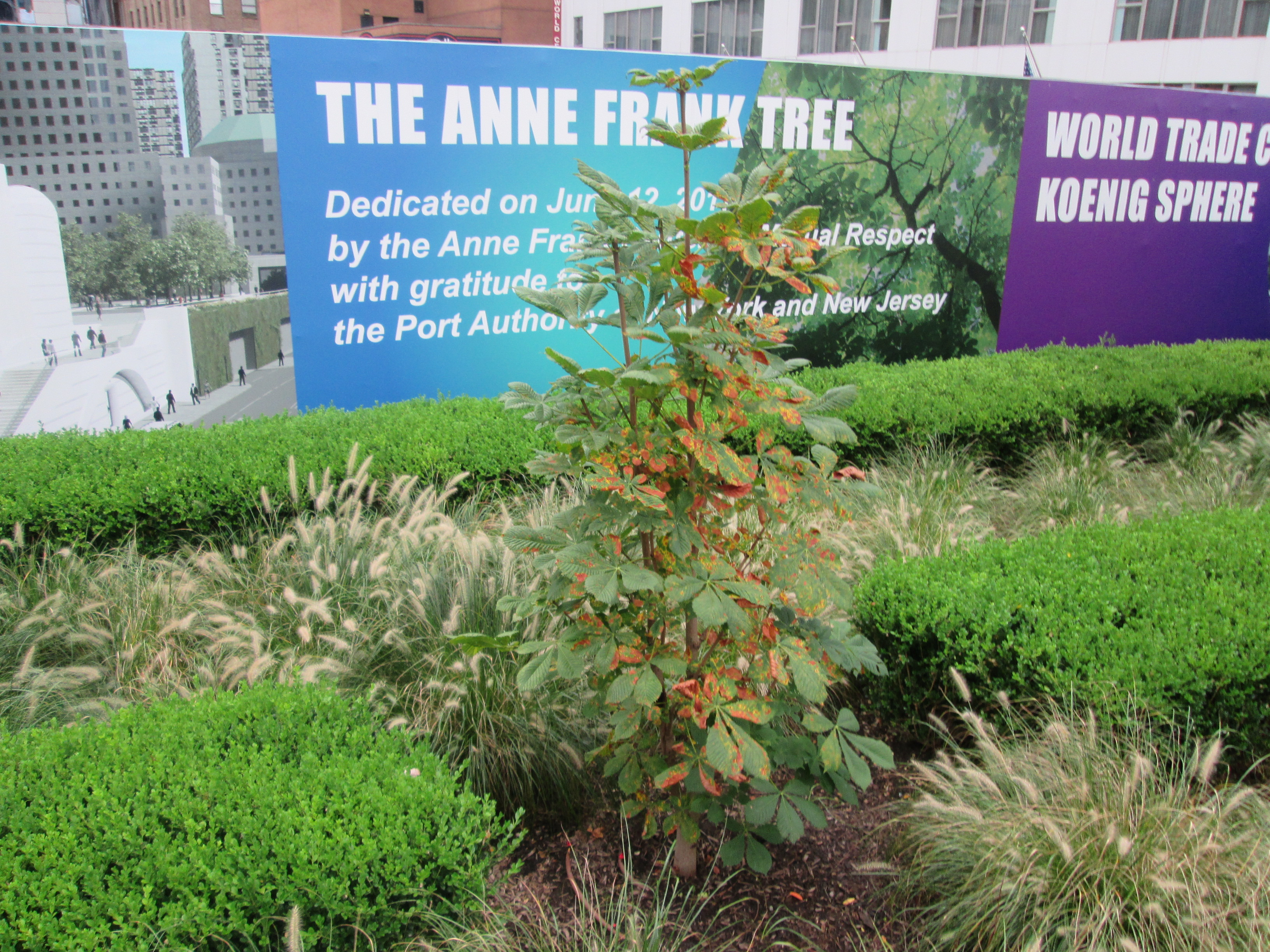
L'arbre dédié à Anne Frank